# Ancylotrypa decorata
Ancylotrypa decorata là một loài nhện trong họ Cyrtaucheniidae. Loài này phân bố ờ Congo.